# Flashback (psychiatria)
Flashback – nawracające zaburzenie percepcji, w formie  natrętnych wspomnień, np. u osób po przeżyciu traumatycznego doświadczenia albo u osób stosujących substancje halucynogenne, głównie LSD. Jego patogeneza nie jest znana.

## Objawy
Jest to krótkotrwały stan przypominający okresy zatrucia psychodelikami, choć pacjent nie jest pod wpływem substancji, a od ostatniego zażycia minęły tygodnie lub nawet lata. Przy utrzymanej abstynencji dochodzi do pojawiania się pseudoomamów wzrokowych, błysków kolorów i pozytywnych powidoków.
Stany te bywają wyzwalane stresującymi sytuacjami, zmęczeniem, otaczającą ciemnością, jak i również chęcią przeżycia takich doznań.